# United Center
Le United Center (surnommé The UC, The House that Jordan Built ou The Madhouse on Madison) est une salle omnisports située au 1901 West Madison Street dans le secteur de Near West Side à Chicago (Illinois, États-Unis), et nommé en référence à son sponsor, la compagnie aérienne United Airlines. La salle est principalement utilisée pour les rencontres de basket-ball, de hockey sur glace, les tournois de catch et les concerts.
Depuis 1994, il est le domicile des Bulls de Chicago de la National Basketball Association (NBA) et des Blackhawks de Chicago de la Ligue nationale de hockey (LNH).
Le United Center a une capacité de 20 917 places assises pour le basket-ball, mais peut accueillir jusqu'à 23 129 spectateurs avec les places debout lors de certaines parties. Pour les matchs de hockey sur glace, la capacité est réduite à 19 717 places assises (22 428 avec les places debout), alors que pour les événements de catch elle est de 23 000 puis d'environ 25 000 au maximum pour les concerts. La salle dispose également de 216 suites de luxe et 3 100 sièges de club pour les plus riches ainsi que 5 500 places de stationnement dans les environs. L'édifice est l'aréna le plus vaste du Midwest américain.
Depuis la fermeture et la démolition du légendaire Chicago Stadium, le United Center hérite le surnom de "Madhouse on Madison" comme étant l'aréna la plus bruyante de la LNH.

## Histoire

Ancien logo.

Le projet de construire une nouvelle arène sportive à Chicago fut l'idée de Bill Wirtz (ancien propriétaire des Blackhawks de Chicago) et de Jerry Reinsdorf (propriétaire des Bulls de Chicago), qui furent par la suite les propriétaires de la salle.
Les travaux du United Center commencèrent en avril 1992 et cela marqua une nouvelle ère dans l'histoire sportive de la ville. Le nouveau bâtiment fut inauguré le 18 août 1994 et son prédécesseur, le vieillissant Chicago Stadium, fut démoli l'année suivante. L'édification du United Center s'éleva à environ $175 millions de dollars. Ses lignes furent dessinées par les architectes de HOK Sport, Marmon Mok et W.E. Simpson Company. Propriété de Rocky Wirtz et Jerry Reinsdorf, il recouvre une surface de 89 187 mètres carrés et se situe sur une parcelle d'environ 19 hectares (186 155 mètres carrés), à l'ouest du secteur du Loop (Downtown Chicago). Les droits d'appellation du bâtiment sont possédés par la compagnie aérienne United Airlines qui paye 1,8 million de dollars par an jusqu'en 2014.
Le United Center prétend être la plus grande salle sportive des États-Unis par ses dimensions. Son extérieur ressemble de façon frappante à celui du Chicago Stadium. The Spirit, Une statue en bronze de Michael Jordan réalisée par Julie Rotblatt-Amrany et Omri Amrany est située dans le hall.
L'arène est un lieu important pour les concerts, elle a accueilli Coldplay, Dave Matthews Band, Red Hot Chili Peppers, The Smashing Pumpkins, The Rolling Stones, Eric Clapton, Bruce Springsteen, Billy Joel, Paul McCartney, U2, The Who, Madonna, Van Halen, Aerosmith, Bon Jovi, Pearl Jam, Barbra Streisand, Beyoncé, Mariah Carey, Christina Aguilera, Britney Spears, David Gilmour et d'autres. C'est également un lieu de spectacles : Cirque du Soleil, Ringling bros. and Barnum & Bailey circus et Disney on Ice. La salle accueille plus de 200 événements par an et plus de 20 millions de visiteurs ont traversé ses portes depuis son ouverture.
Avant la saison 2006-2007, un nouveau tableau d'affichage (JumboTron) en forme de quadrilatère, plus moderne que le précédent, a été installé dans l'enceinte. Le nouveau tableau d'affichage central dispose de 12 écrans à haute définition et remplace l'ancien avec ses 8 faces (octogone).
En 2009, la partie supérieure des tribunes (300 Level) est rénovée.

## Événements
- WWE SummerSlam, 29 août 1994
- 1996 Democratic National Convention, 26-29 août 1996
- Tournoi masculin de basket-ball de la Big Ten Conference, 1998 à 2001, 2003, 2005 et 2007
- WCW Spring Stampede, 16 avril 2000
- Concerts de Madonna (Drowned World Tour), 28 et 29 août 2001
- Concerts de U2 (Elevation Tour), 12-13-15 et 16 mai, 15 et 16 octobre 2001
- Concerts de Madonna (Re-Invention Tour), 11, 12, 14 et 15 juillet 2004
- Concerts de U2 (Vertigo Tour), 7-9-10 et 12 mai, 20 et 21 septembre 2005
- 1er et 2d tours du tournoi du Championnat NCAA de basket-ball, 16 et 18 mars 2007
- Concert de Hannah Montana, 14 janvier 2008
- Concert des Spice Girls (The Return of the Spice Girls), 15 février 2008
- Concert de George Michael (25 Live Tour), 9 juillet 2008
- Concerts de Coldplay (Viva la Vida Tour), 22 et 23 juillet 2008
- Concerts de Tina Turner (Tina: Live in Concert Tour), 3 et 4 octobre 2008
- Concerts de Madonna (Sticky and Sweet Tour), 26 et 27 octobre 2008
- Concerts de Rihanna (Last Girl On Earth Tour), 25 août 2010, (Loud Tour), 15 juin 2011, (Diamonds World Tour), 22 mars 2013
- Concerts de Coldplay (Milo Xiloto tour), 7 et 8 août 2012
- Concerts de Madonna (The MDNA Tour), 19 et 20 septembre 2012
- Concerts de Lady Gaga, (The Born This Way Ball Tour), 13 et 14 février 2013
- Concert de Lady Gaga (artRAVE : The ARTPOP Ball), 11 juillet 2014
- Concert de Miley Cyrus (Bangerz Tour), 14 août 2014
- Concert de Demi Lovato (Demi World Tour), 14 octobre 2014
- Concerts de U2 ( Innocence + Experience Tour), 24, 25, 28, 29 juin 2015 et 20 juillet 2015
- Concert de Madonna (Rebel Heart Tour), 28 septembre 2015
- Laver Cup 2018
- AEW Rampage, 20 août 2021
- AEW × NJPW: Forbidden Door, 26 juin 2022
- AEW Collision, 17 juin 2023
- AEW All Out, 3 septembre 2023
- Concerts de Madonna (The Celebration Tour), les 1er et 2 février 2024

## Galerie

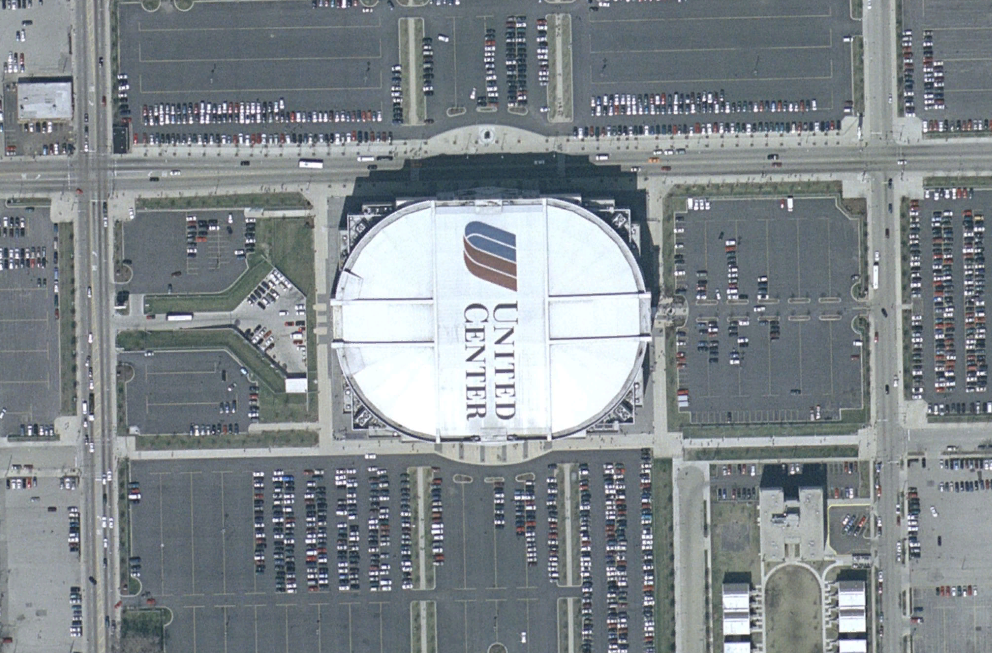
Image satellite
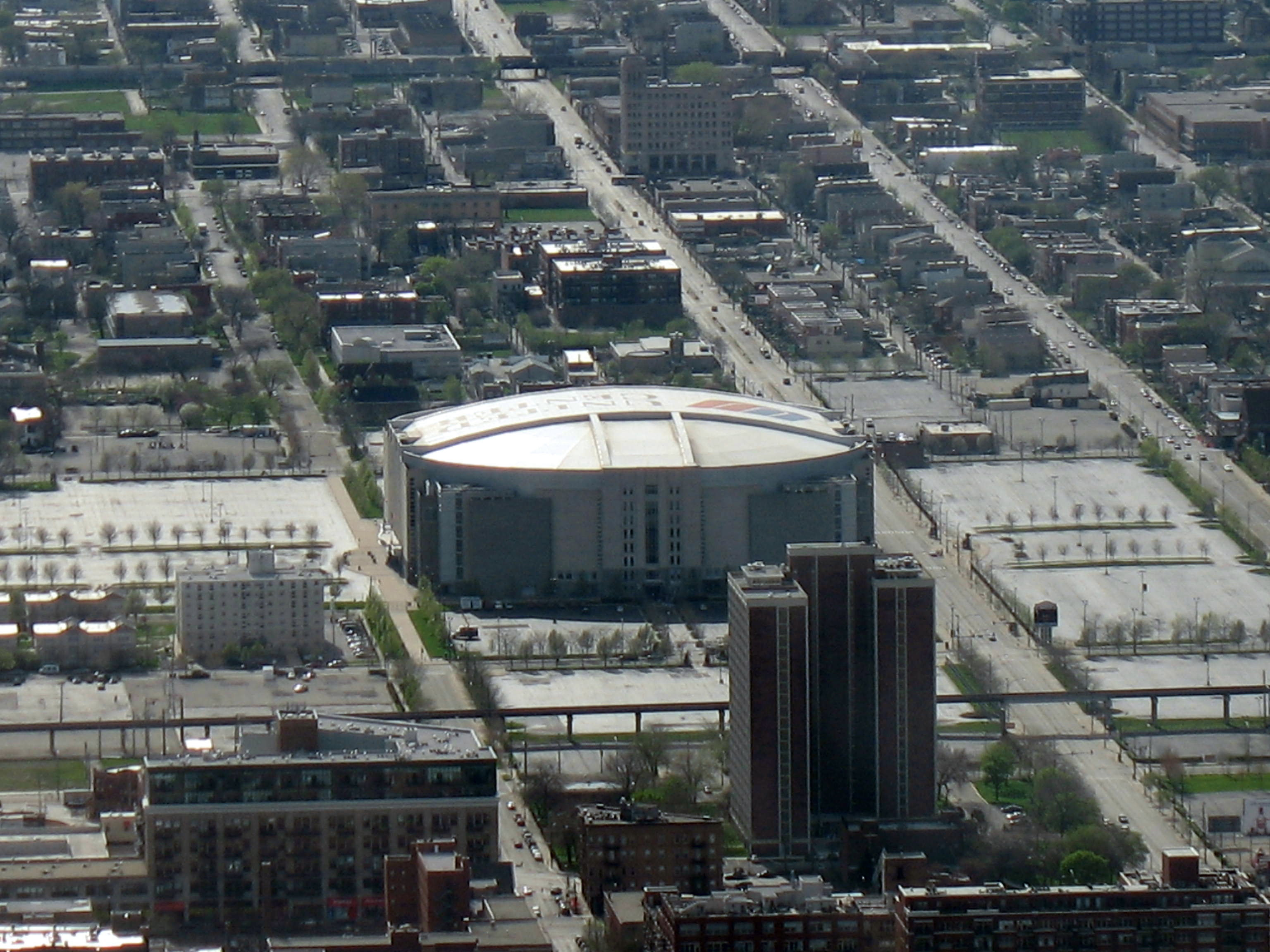
Vue aérienne
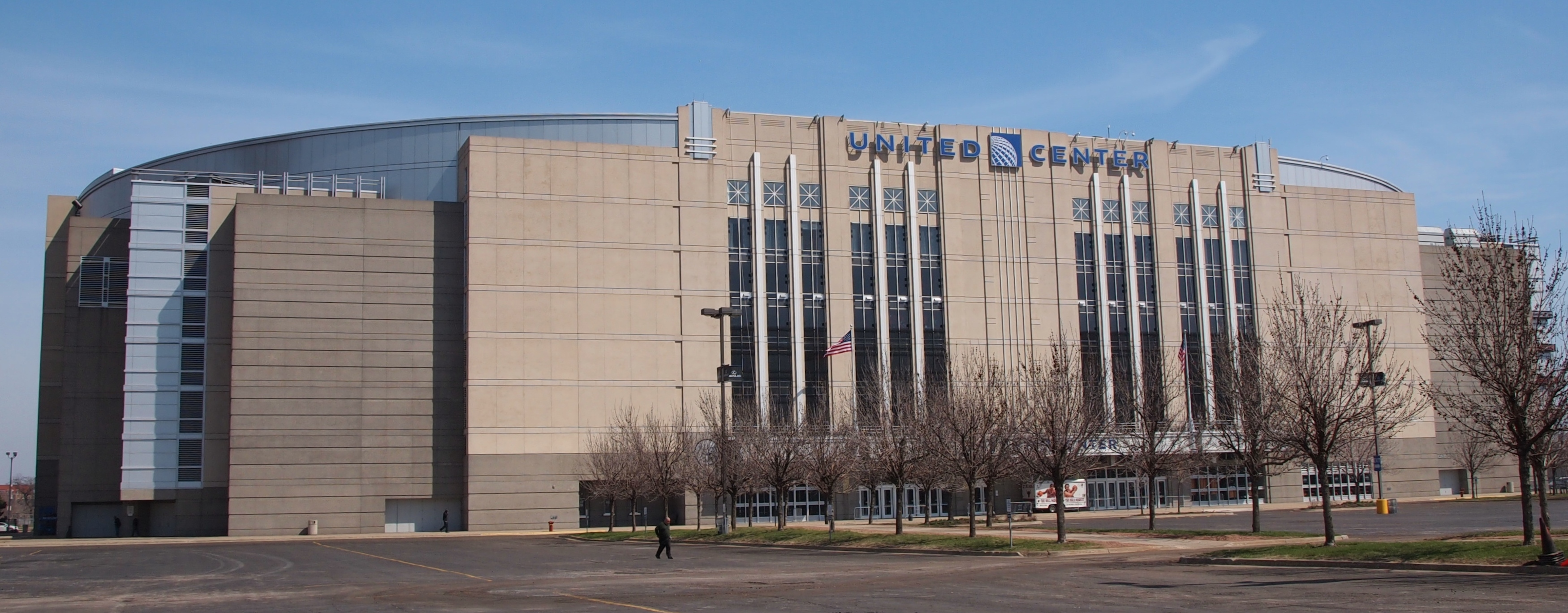
United Center
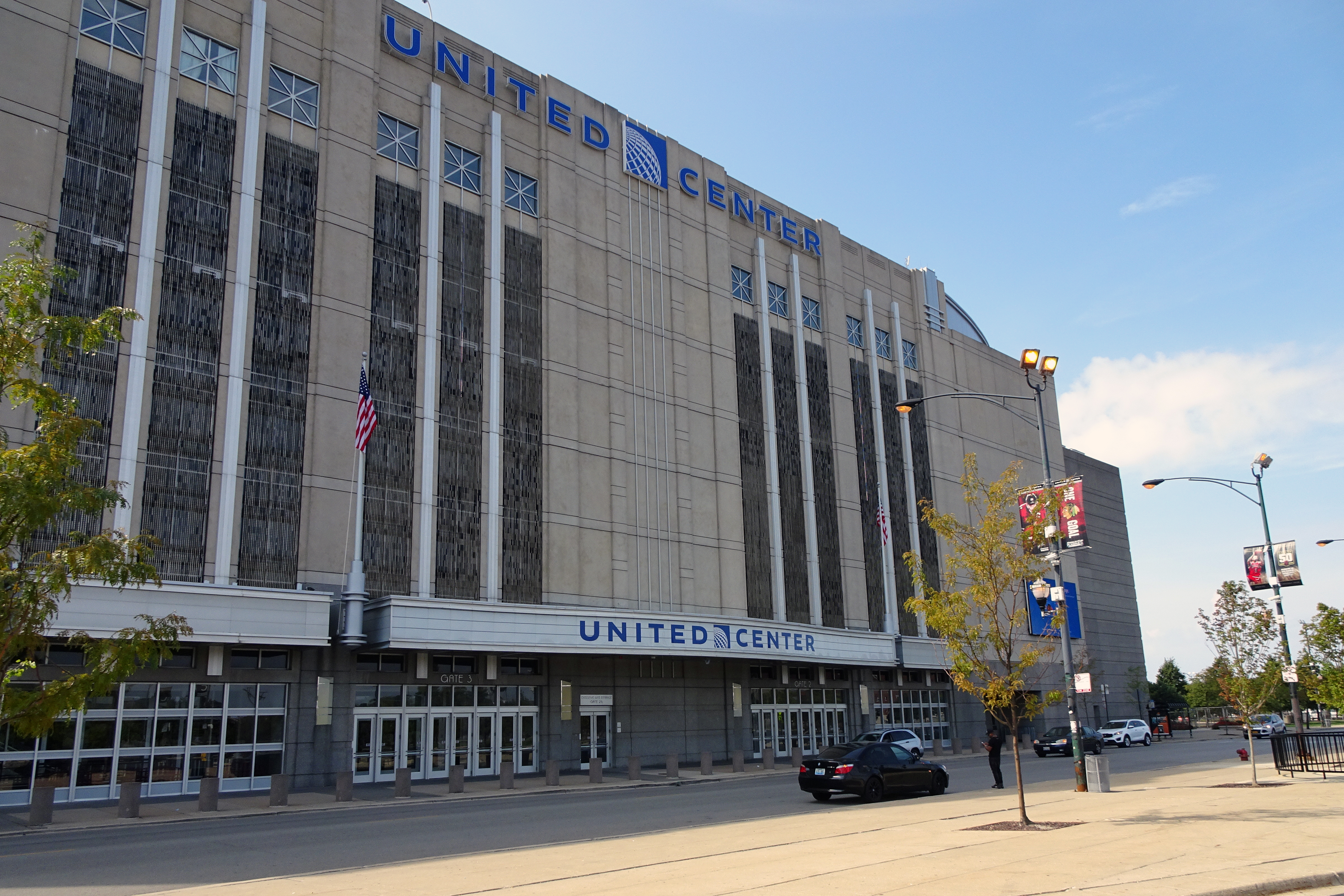
Entrée du United Center
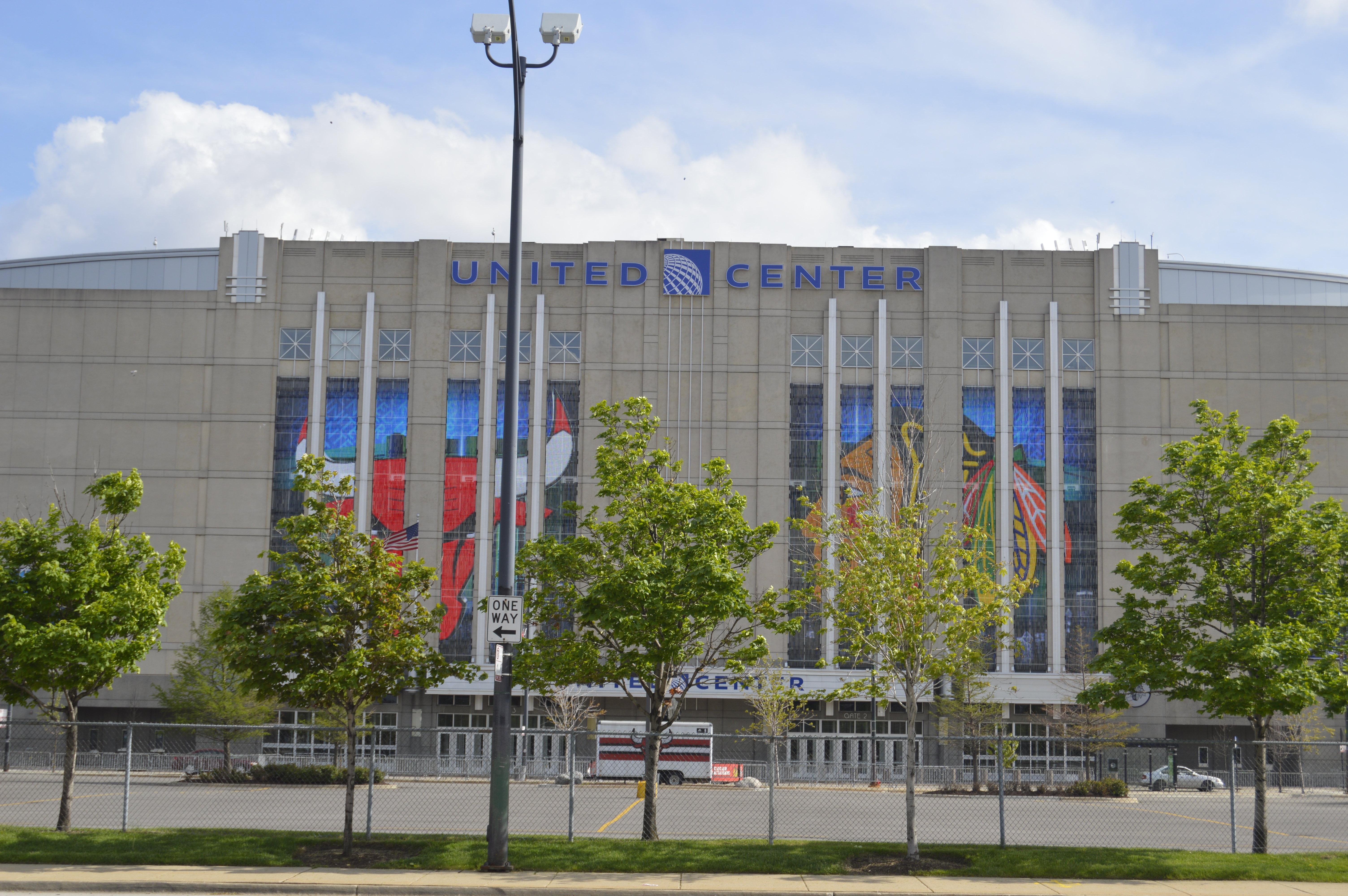
Autre vue du stade
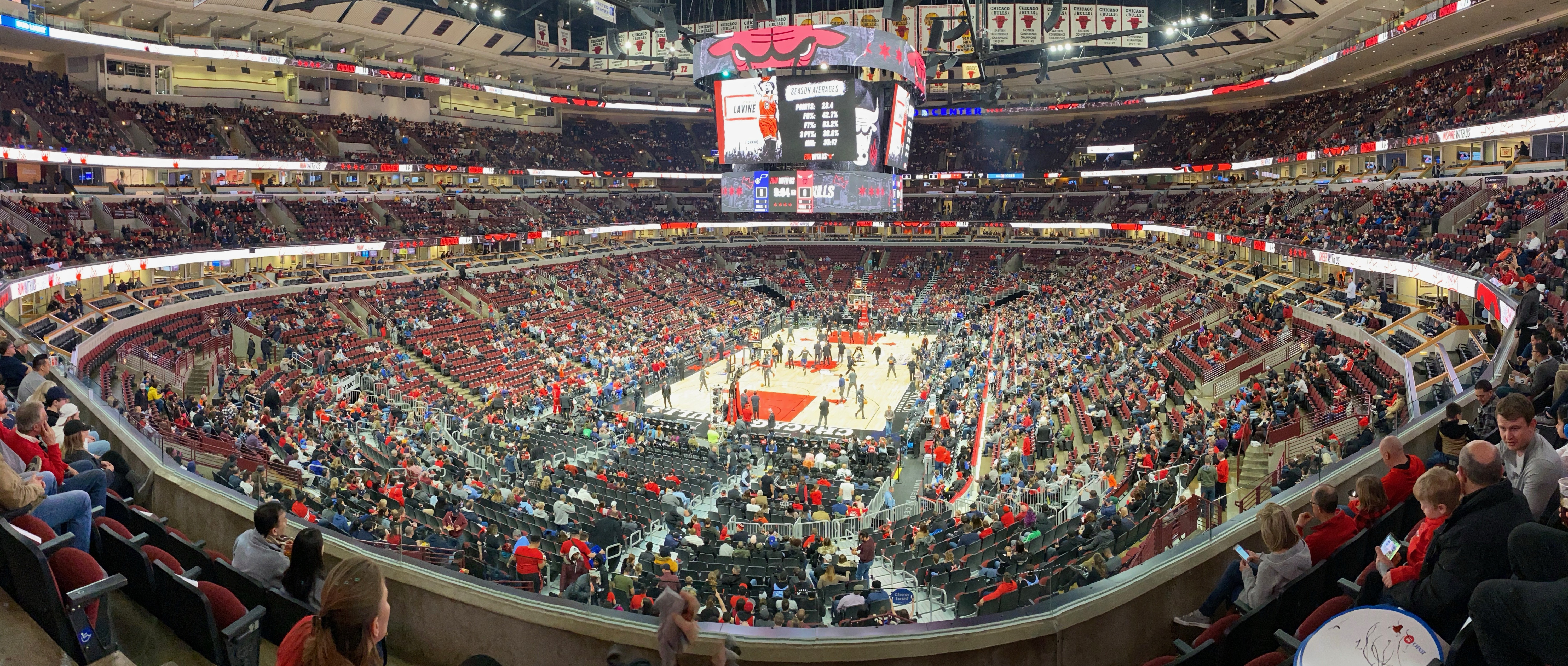
Lors d'un match des Bulls (2020)
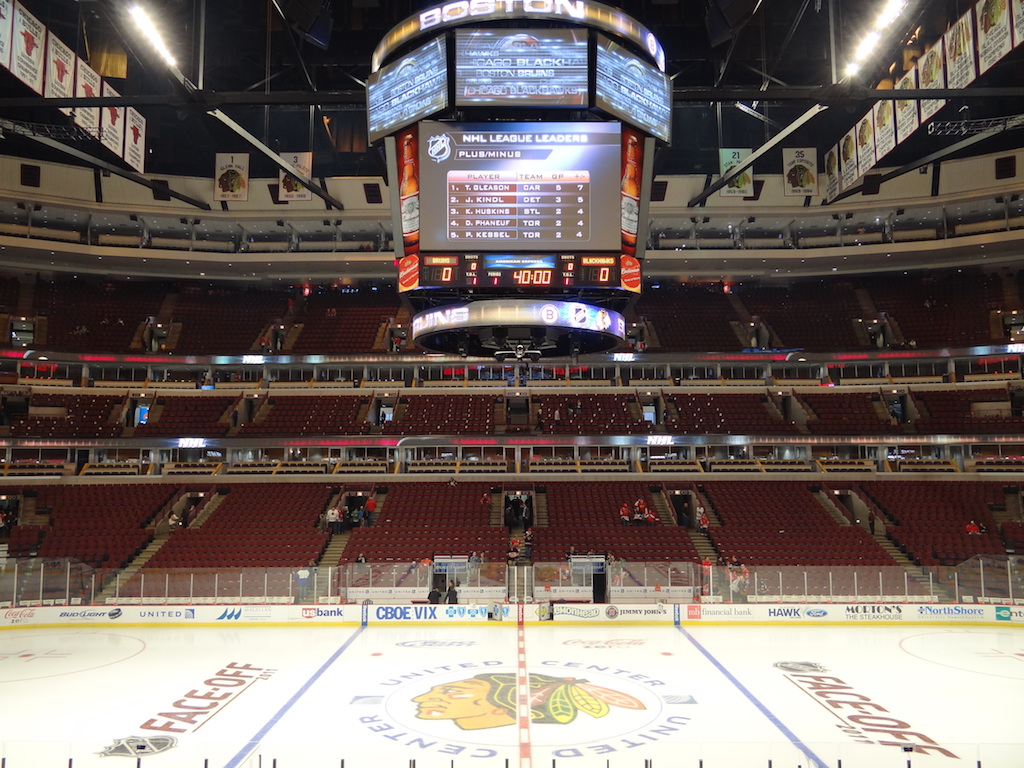
La patinoire avant un match des Blackhawks (2011)